# روبرت جاي الكسندر
روبرت جاي الكسندر (بالإنجليزية: Robert J. Alexander)‏ هو مؤرخ واقتصادي أمريكي، ولد في 26 نوفمبر 1918 في كانتون في الولايات المتحدة، وتوفي في 27 أبريل 2010.